# Olympiade d'échecs de 1980

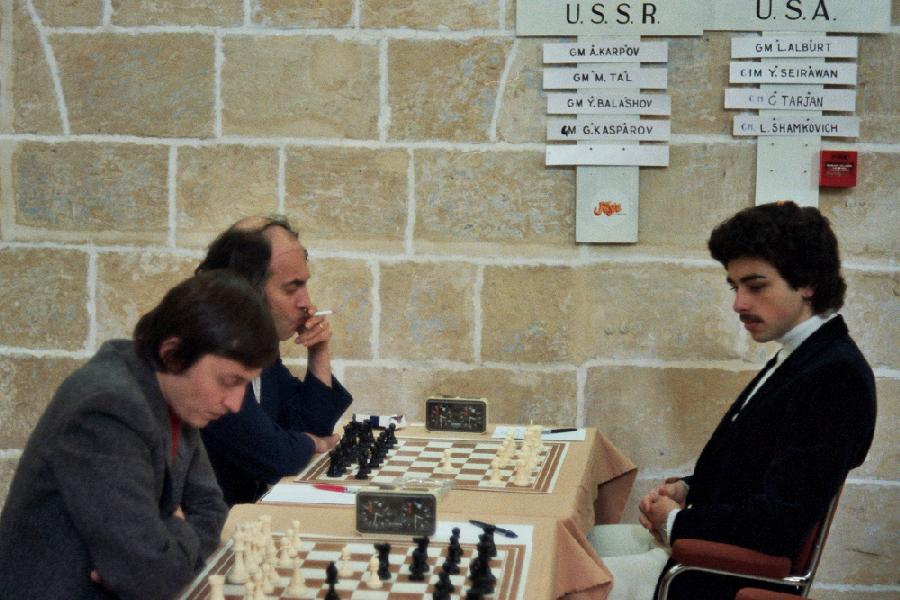
Le match États-Unis - URSS : Anatoli Karpov, Mikhail Tal, Yasser Seirawan.

L'Olympiade d'échecs de 1980 est une compétition mondiale par équipes et par pays organisée par la FIDE. Les pays s'affrontent sur 4 échiquiers par équipe de 6 joueurs (4 titulaires et 2 suppléants) répartis. Les équipes féminines ont 4 joueuses sur 3 échiquiers. Cette 24e Olympiade s'est déroulée du 20 novembre au 6 décembre 1980 à La Valette à Malte.
Les points ne sont pas attribués au regard des résultats des matches inter-nations, mais en fonction des résultats individuels sur chaque échiquier (un point par partie gagnée, un demi-point pour une nulle, zéro point pour une défaite).

## Tournoi masculin

### Contexte
81 nations participent à cette manifestation, plus une équipe de Malte B.
La compétition se déroule en poule unique sur 14 rondes selon le système suisse.
Il faut noter l'absence de Kortchnoï et de Hübner qui disputent dans le même temps un match de candidat qualificatif pour le championnat du monde individuel.

### Résultats
| Classement final |                  |    |
| 1er              | Union soviétique | 39 |
| 2e               | Hongrie          | 39 |
| 3e               | Yougoslavie      | 35 |
| 4e               | États-Unis       | 34 |
| 5e               | Tchécoslovaquie  | 33 |

La France termine 17e. La Belgique est 40e avec 28,5 points, Johan Goormachtigh décroche la médaille d'argent au 4e échiquier.
La compétition est passionnante avec un coude à coude entre l'URSS et la Hongrie. Les deux nations terminent avec le même nombre de points, l'URSS ne gagnant que grâce au système Buchholz (449,5 pour l'URSS contre 448 pour la Hongrie). Cette dernière confirme donc sa prestation de Buenos Aires, secouant l'hégémonie de l'URSS dans cette discipline.

### Participants individuels
- Pour l'URSS : A. Karpov, L.Polougaïevski, M. Tal, E. Geller, I. Balachov et G. Kasparov. Il faut noter l'absence de Petrossian et la première apparition de Kasparov, récent champion du monde junior.
- Pour la Hongrie : L. Portisch, Z. Ribli, G. Sax, I. Csom, I. Faragó, J. Pintér.
- Pour la Yougoslavie : L. Ljubojevic, B. Ivkov, B. Parma, B. Kurajica, S. Marjanović, P. Nikolić
- Pour la France : A. Haïk, N. Giffard, J.-L. Seret, L. Roos, Goldenberg, D. Roos.
- Pour la Belgique : Meulders, De Bruycker, Deleyn, Goormachtigh, Defize, Schumacher.

## Tournoi féminin
42 pays sont représentés.
Contrairement aux Olympiades précédentes, le tournoi adopte, comme pour les hommes, la formule de poule unique en 14 rondes avec le système suisse.
| Classement final |                  |      |
| 1er              | Union soviétique | 32,5 |
| 2e               | Hongrie          | 32   |
| 3e               | Pologne          | 26,5 |

La France termine à la 15e place. L'équipe était constituée de Milinka Merlini, Monique Ruck-Petit, Martine Dubois (née Schall) et Josiane Legendre.
Comme pour le tournoi des hommes, la Hongrie est très proche de l'URSS. L'équipe soviétique était constituée des quatre meilleures joueuses mondiales (Maia Tchibourdanidzé, Nana Alexandria, Nona Gaprindashvili et Nana Iosseliani).
L'équipe de Hongrie, deuxième, était composée de Zsuzsa Verőci, Mária Ivánka, Mária Porubszky-Angyalosine et  Tünde Csonkics.